# سید عبدالله بهبهانی
سیّد عبدالله موسوی بهبهانی (۱۲۱۹ نجف – ۲۴ تیر ۱۲۸۹ تهران) از مجتهدین و فقهای شیعه و رهبران جنبش مشروطه ایران بود. وی در برههٔ کوتاهی -بلافاصله پس از برقراری مشروطه- قدرت بسیاری یافته بود به‌طوری‌که عملاً مانند یک شاه بر کشور حکومت می‌کرد و افرادی که می‌خواستند در ایالت و ولایات به مقامات مهم کشوری و لشکری برسند یا در پایتخت پست‌های وزارت و صدارت را احراز کنند به وی مراجعه می‌کردند. بهبهانی، تیر ۱۲۸۹ توسط عده ای از افراد مسلح حسن تقی زاده، در خانه اش ترور شد.

## زندگی و تحصیلات

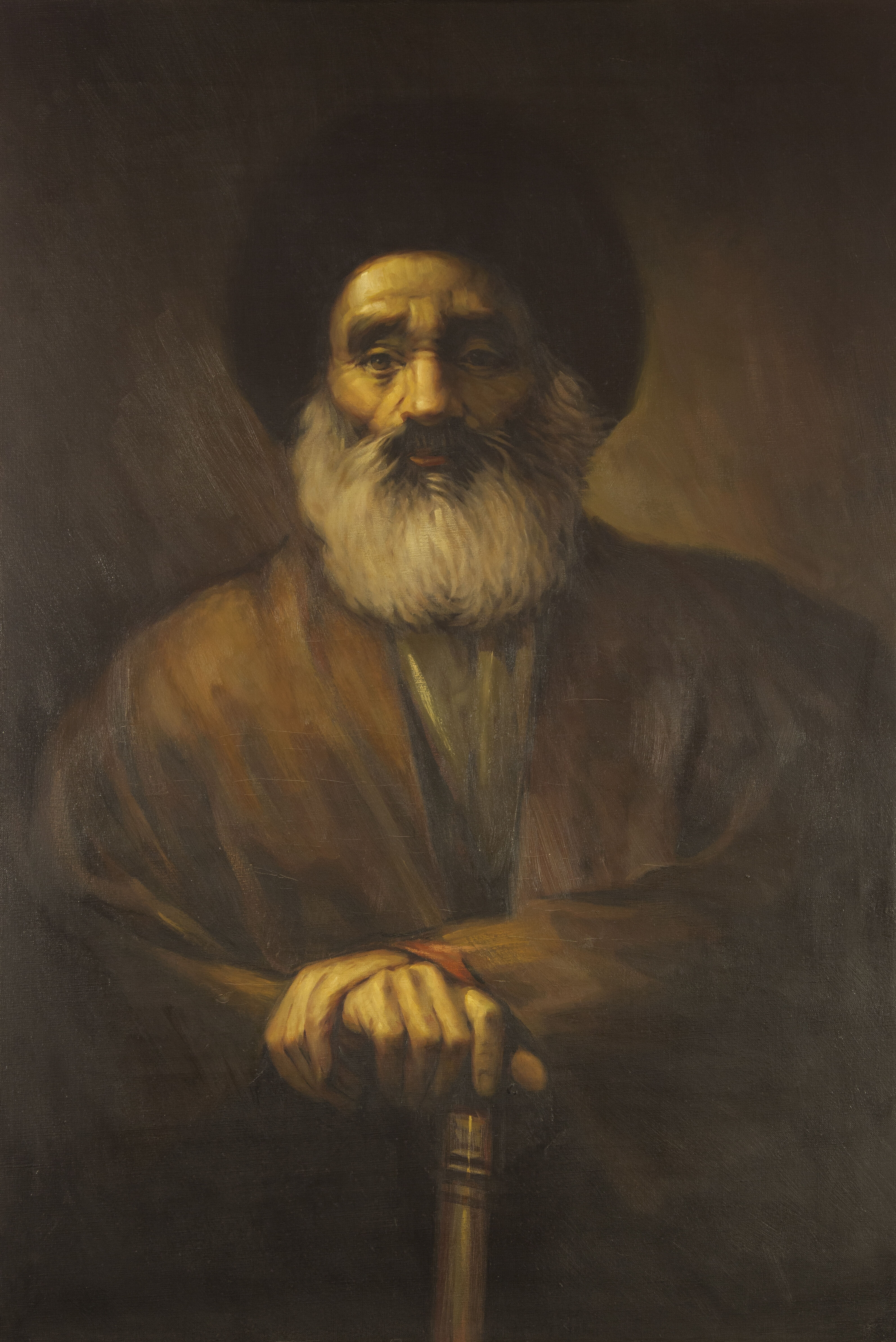
پرترهٔ سید عبدالله بهبهانی اثر علی محمودی

سید عبدالله بهبهانی در سال ۱۲۱۹ خورشیدی (۱۲۵۶ قمری) در شهر نجف زاده شده است. پدر او سیداسماعیل از روحانیان تهران بود. مادرش زرافشان، یک زن حرمسرا بود که سرتیپ احمدخان کبابی (پدر سدیدالسلطنه) به او داد. نیاکان وی از ساکنین جزیره بحرین بودند که به دلیل قدرت گرفتن وهابیون، بحرین را ترک کرده و در بهبهان ساکن گشته و به بهبهانی معروف شده بودند. پدر سید از علمای بزرگ تهران و با اصالتی ابتدا بهبهانی و سپس همدانی بود و علامه سید اسماعیل بهبهانی نام داشت.
سیدعبدالله در نجف نزد مرتضی انصاری، میرزا محمدحسن شیرازی، سید حسین کوه‌کمره‌ای و دیگران تحصیل کرد و درجه اجتهاد گرفت. در سال ۱۲۵۶ به تهران آمد و به جای پدر به امور دینی و اجتماعی پرداخت.
سید محمد بهبهانی فرزند سید عبدالله بهبهانی بود. وی در نجف درس خوانده بود و از شاگردان آخوند خراسانی به‌شمار می‌رفت و خود در جنبش مشروطه نقش داشت و در نهضت تنباکو فتوای میرزای شیرازی مبنی بر حرمت توتون و تنباکو را نپذیرفت تا آنجا که در حضور مردم قلیان می‌کشید. بعلاوه وی در زمان محمدرضا شاه از علمای مرتبط با دربار بود و در روز ۹ اسفند ماه سال ۱۳۳۱ که
مصدق از شاه خواسته بود که موقتاً ایران ترک کند، سید محمد بهبهانی با نامه‌ای به سید ابوالقاسم کاشانی مانع از رفتن شاه شد؛ او با تمام وجود به کاشانی اصرار کرد که با تهیه و تنظیم نامه‌ای نگذارد که شاه ایران را ترک کند.

## در مشروطه اول
در جریان جنبش مشروطه همراه با سید محمد طباطبائی با عین‌الدوله صدراعظم وقت، به مخالفت پرداخت و در تحصن مشروطه‌خواهان در حضرت عبدالعظیم و سپس قم شرکت داشت. وی از مؤسسان مشروطه و رهبران اصلی آن به‌شمار می‌رود.
ورود دو سیّد به جریانات جنبش مشروطه بدین شکل آغاز گردید که در این هنگام بانک استقراضی روس به دنبال زمینی در میان شهر می‌گشت تا ساختمان این بانک را بنا کند. پشت بازار کفاش‌ها یک مدرسهٔ ویرانه و یک گورستان قرار داشت که از موقوفات بود. «کسانی از مردم می‌رفتند و از علما کمی از اطراف قبرستان را می‌خریدند و برای خود خانه می‌ساختند و علما با عنوان این‌که موقوفاتِ از کار افتاده را می‌توان فروخت، از فروختن و قباله دادن بازنمی‌ایستادند.»
برخی از دلال‌ها به رئیس بانک روس یادآوری کردند که می‌توان این زمین و قبرستان را از علما خرید و ساختن بانک را در آن‌جا آغاز کرد. آن‌ها نیز نزد شیخ فضل‌الله نوری رفتند.
فضل‌الله با قدرتی که از طریق دربار (عین الدوله) به دست آورده بود، هرآن‌چه می‌خواست انجام می‌داد و کوچک‌ترین اعتنایی هم به بهبهانی و متحدش طباطبایی نمی‌کرد. فروش زمین موقوفه توسط آخوند درباری به روس‌ها، سبب خشم دو سید شد به‌طوری‌که طباطبایی به رئیس بانک پیغام فرستاد که: «این قبرستان و مدرسه را خراب کردن به هیچ قانونی مشروع نیست و نخواهم گذاشت زمین در تصرف شما بماند.»
در معامله‌های متوالی این زمین، به هیچ وجه پای شیخ فضل‌الله در کار نبوده است. معامله‌ها نزد «آقا سیدعلی اکبر (تفرشی)» شده، اقرار بر وقوع و اعتراف بر آن را جمعی از علمای اعلام از قبیل «آقا سید عبدالله بهبهانی»، «حاجی شیخ مرتضی»، «صدرالعلما» و «شیخ محمدرضا قمی» و … نوشته‌اند و خود سیدعلی اکبر وقوع معامله را تسجیل کرده‌اند. فقط آنچه شیخ [فضل‌الله] تصدی نموده‌اند همان معاملهٔ احتیاطیه‌ای است که تبدیل به احسن نموده‌اند و آن، قبل از این معامله بوده است. باری، نسبتی دادند از روی کذب به جناب شیخ، ولی خطا بود و پای غیر در میان…»
ناظم‌الاسلام کرمانی را شیخ فضل‌الله نوری به علت درج مقالات کفرآمیز در روزنامهٔ «کوکب دری» شمارهٔ ۱۸ تکفیر کرده و کرمانی نیز از این امر بسیار ناراحت بود.
سرانجام، این دو سید موفق شدند با تحریک تعصبات مذهبی مردم آن‌ها را علیه ساختمان بانک استقراضی روس در آن مکان بشورانند. مردم متعصب نیز به محل ساختمان نیمه‌کارهٔ بانک یورش بردند و آن‌جا را با خاک یکسان کردند. کار بالا گرفت. رئیس بانک به وزارت خارجه شکایت برد، عاقبت پای عین‌الدوله رئیس‌الوزراء و متحدش شیخ فضل‌الله نیز به میان کشیده شد؛ ولی چون خبر به گوش شاه رسید، او که از قدرت پایگاه حکومت مذهبی وحشت داشت کوتاه آمد و گفت: «خسارت بانک را بدهند و زمین را به حال خود واگذارند.»
در این واقعه دو سید پیروز شدند، اما شیخ فضل‌الله بسیار موهون گشت، چه فروشندهٔ زمین او بود، در نتیجه عین‌الدوله نیز در مقام جبران توهین شیخ فضل‌الله برآمد. از معممین بانفوذ تهران امام جمعه، داماد شاه با عین‌الدوله و شیخ فض‌الله نوری، همدست می‌شوند و تلاش می‌کنند با صحنه‌سازی در مسجد شاه دو سید را از میدان به در کنند. آقایان هم در اعتراض به دولت با جمعی از یاران خود، به شاه عبدالعظیم می‌روند و در آن‌جا متحصن می‌گردند.
بدین صورت بود که پای دو سید به انقلاب مشروطه کشیده شد، بدون آن‌که کوچک‌ترین اعتقادی به آزادی یا مشروطیت داشته باشند. در واقع مدت‌ها پیش از آن که طباطبایی و بهبهانی به شاه عبدالعظیم کوچ کنند، جنبش مردمی علیه دولت آغاز شده بود و بازرگانان در اعتراض به استبداد حکومتی و اجحافی که موسیو نوز بلژیکی وزیر گمرکات به تجار می‌کرد به آن‌جا رفته و متحصن شده بودند.

## گفتگوی سید عبدالله بهبهانی، سید محمد طباطبایی و شیخ فضل‌الله نوری
میرزا نصرالله مستوفی تفرشی، از شاهدان گفتگوی این سه تن در حرم شاه عبدالعظیم می‌نویسد:
«از طرف مجلس، مقرّر شد که آقایان سیّد عبدالله و آقامیرزا سید محمد طباطبایی به حضرت عبدالعظیم بروند و به هر طریقی که صلاح می‌دانند، همراهانش را به شهر برگردانند. … شیخ و سایر عُلما، نهایت پذیرایی را برای ورود عُلما به جا آوردند و با نهایت احترام حضرات را وارد باغ محلّ سکونت شیخ کردند. … سیدعبدالله مجتهد، شروع به مطلب نمود که سبب این حرکت ناگهانی (تحصّن) شما در این مکان چه بود؟ … شیخ شروع کرد به بیان تلاش‌هایی که جمعاً برای نهضت انجام دادند و هزینه‌هایی که پرداختند و قضیه انتخاب وکلا و تدوین قوانین و … می‌گوید: کراراً گفتم ما طبقه مسلمانان که دارای قانون و کتاب آسمانی هستیم، چرا از روی قانون قرآن رفتار نکنیم و از روی قانون آلمان و انگلیس وضع قانون نماییم. کسی به این حرف‌های من اعتنایی نکرد؛ بلکه در روزنامه‌ها مرا توهین کردند و در این وقت، جماعتی از این مردم، زبان بدگویی و بدنویسی بر ما گشودند تا آن اندازه که مرا از اظهارش شرم می‌آید. … تکلیف خود را در آن دیدم که در گوشه خانه نشینم و از مردم کناره گرفتم؛ چندی در خانه مقیم شدم. شما دو بزرگوار چند بار مرا به اصرار به مجلس بردید. در مجلس غیر از جمع اضداد و اختلاف آرا از وکلا ندیدم و جمعی را چنان با خود طرف قهر و غضب دیدم که از چهره ایشان آثار قهر پدید بود که مرا از ملاقات با ایشان اندیشه بود. همان قدر که از مجلس بازگشتم در خانه نشستم و در بر خلق بستم. … آن وقت، ملّت غیور، خانه نشینی مرا گمان اسباب چینی کردند؛ در مجالس متعدّد در دفع من سخن می‌گفتند؛ آخرالامر، جماعتی مخصوص، کمر قتل مرا سخت بستند و اصلاح امور مملکت اسلامی را در اعدام و افنای من دیدند …. آقای طباطبایی رو به شیخ کرد و گفت: مقاصد شما چه چیز است و مستدعیات شما چه؟ بفرمایید ما هم بدانیم. شیخ خواسته‌ها و مقاصد خود را در سه چیز خلاصه کرد: اوّلاً فعلاً در موضوع مشروطیت و مجلس و وکلا و حدود و عرف، ابداً حرفی نداشتم و ندارم. در حدّ سلطنت و حدود وزرا و دوایر دولتی حرفی نیست و این مجلس برای امروزه ما خیلی لازم است؛ امّا چه نوع وکیل برای مجلس لازم است؟ دارای چه صفاتی باید باشد؟ … وکیل مسلمان، باید مسلمان باشد و وکیل خارج از ملّت اسلامی به درد ما نمی‌خورد و امور ما را برصلاح نمی‌کند. هفت الی هشت نفر هستند که از متّهمی گذشته، مسلمان نیستند. خود شما هم آن‌ها را می‌شناسید. خلاصه این چند نفر از مجلس باید خارج شوند. مطلب دوم: مجلس برای ما خیلی خوب است. مشروطیت خیلی به جا است؛ امّا مشروطه باید قوانین و احکامش سر مویی از طریقه شرع مقدّس نبوی خارج نشود؛ پس ما را در موضوع مشروطیت ابداً حرفی نیست؛ امّا آزادی که جزو مشروطیت نیست. آزادی زبان یک چیز (تجربه و وجدان) است؛ امّا نه تا اندازه‌ای باید آزاد باشد که بتواند توهین از کسی بکند، آزادی قلم و زبان، برای این است که جراید آزاد نسبت به ائمّه اطهار هر چه خواهند بنویسند و بگویند؟ «کوکب دری» را بخوانید تا بدانید من از چه راه است که این‌طور می‌شوم …؛ اما مسئله سیمین: شما را به خدا و به مسلمانی شما و وجدان شما، ببینید سزاوار است که پیشوایان و مجتهدین دین شریف اسلامی در پای منبر حاضر باشند و یک نفر واعظِ متّهمِ بابیة العقیده، در بالای منبر هزاران ناسزا نسبت به علما و پیشوایان و نسبت به بزرگان دین و نسبت به وزرا و اعیان و اشراف و غیرها بگوید. … این مردم گیج (تحریکات فتنه) ملّت ما، به شما راه نمی‌برند، امروزه چون محتاج شما هستند، این است که آن‌ها (سکرت فراماسون‌ها) شما را با لفظ، به مراتب عالیه رسانده‌اند؛ برای این است که قوّه و قدرتی به دست بیاورند. آن وقت شما را از درجات علیا به مرتبه سفلا برمی‌گردانند. اوّلین علامتش این است که میانه شما را با من چنان برهم زده‌اند که هیچ وقت اصلاح نشود. امروز نوبت من است، چند روز دیگر نوبت شما می‌رسد. … آیا شنیده‌اید که همین واعظین، از ترس عمّال امور دیوانی و اولیای امور، دربه در ولایات بودند؛ امروز با خوشوقتی بازگشت کرده، می‌خواهند ما را به ترقّی و سعادت راهنمایی نمایند؟ به هر تقدیر این چند نفر واعظ که قبح اعمال و نیت فاسد ایشان به همه کس مکشوف است، یا باید از تهران مهاجرت نمایند یا قدغن شوند و قدم بر منبر نگذارند. آخرالامر طباطبایی مجدّدا متذکّر شدند که شما به شهر تشریف بیاورید، من ضامن و ملتزم می‌شوم که هر سه مطلب شما را انجام و شما را آسوده دارم. سند هم اگر بخواهید خواهم داد. شیخ گفت جناب‌عالی از این ضمانت‌ها بسیار فرموده و التزام‌ها داده‌اید؛ زیرا که این داستان اوّلین ما نیست. فعلاً این سندی که می‌خواهید به من بدهید، مثل همان سند است؛ خیر سند ندهید؛ ضامن من نشوید. به سلامتی به شهر بروید، مراتب را در مجلس مطرح کنید، اگر صلاح دیدند و مختصر مستدعیات ما را انجام کردند، ما همین‌طور که آمدیم، خودمان به شهر مراجعت خواهیم کرد، [خلاصه مستدعایات] اوّل: عزل و تبعید شش نفر وکیل از مجلس؛ دوم: قدغن موقوفی جراید و تبعید دو سه نفر از مدیران جراید از تهران؛ سوم: تبعید چهار نفر واعظ از تهران یا قدغن و نرفتن منبر.»

## در استبداد صغیر
بهبهانی پس از به توپ بستن مجلس دستگیر شد و به کرمانشاه تبعید گردید. پس از فتح تهران بازگشت و با استقبال مردم و مشروطه‌خواهان روبه‌رو شد.
مهدی ملک‌زاده از شاهدان عینی به توپ بستن مجلس، می‌نویسد:
«در وهلهٔ اول حمله و هجوم قوای دولتی به مجلس در مقابل یک مقاومت دلیرانهٔ مجاهدین راه آزادی در هم شکست و قشون مهاجم رو به فرار گذارد و قسمتی از میدان مجلس آزاد شد و در نتیجهٔ کشته شدن توپچی‌هایی که توپ‌های آن‌ها در صف مقدم بود، چند اراده توپ بدون محافظ در جلوخان مجلس باقی ماند. مجاهدین که از این پیشرفت خود تشجیع شده بودند، برای به غنیمت گرفتن توپ‌ها درب مجلس را باز کردند و چند نفر به سرکردگی اسدالله خان جهانگیر، عمه‌زاده میرزا جهانگیرخان (صور اسرافیل) در میان گلولهٔ توپ و تفنگ، خود را به توپ‌ها رسانیده و آن‌ها را در تصرف درآورده، به طرف مجلس کشیدند؛ ولی غفلتاً شلیک شدیدی از طرف قشون دولتی شد و اسدلله خان شهید گردید و چند نفر مجروح شدند…
لیاخوف فرمانده کّل که از عقب‌نشینی قشون دولتی پریشان شده بود، فوراً حکم کرد که صاحب‌منصبان روسی فرماندهی قسمت‌های مختلف را در دست بگیرند و امر نمود بلادرنگ حملهٔ عمومی شروع شود.
با کمال تأسف در همان موقع که مجاهدین در نتیجهٔ پیشرفت مختصری که کرده بودند تشجیع شده و حرارتی در آن‌ها پیدا شده بود، آقایان بهبهانی و سایر علما که در مجلس بودند، عده‌ای را به آن سنگرها فرستادند و مجاهدین را قسم می‌دادند که برادرکشی نکنند و دست از جنگ بکشند. حتی از طرف بهبهانی به آن‌ها پیغام داده شده بود که من فوراً با هر خطری هست به باغ شاه می‌روم و به جنگ و خون‌ریزی خاتمه می‌دهم.
عده‌ای از مجاهدین با حال تأسف سنگرها را ترک کردند و گریه‌کنان تفنگ‌های خود را دور انداخته، از درب عقب مجلس بیرون رفتند. عدهٔ دیگر گوش نداده، مردانه تا آخرین ساعت جنگ کردند و در راه وطن شهید شدند. آقایان طباطبایی و بهبهانی در موقعی که آتش جنگ در کمال شدت شعله‌ور بود، به گزاردن نماز وحشت پرداختند و به جای این‌که مجاهدین را تشویق به پایداری و دفاع از مشروطیت نمایند، برای این‌که خون‌ریزی نشود، آن‌ها را مجبور به ترک جنگ و پایین آمدن از سنگرها کردند… در این‌جا ناگفته نماند از صد و بیست انجمن که به نام طرفداری از مشروطیت در تهران منعقد می‌شد، فقط انجمن آذربایجان و انجمن مظفری در جنگ شرکت کردند و اکثر افراد آن دو انجمن جان خود را در راه آزادی فدا کردند…»

## در توصیف سید عبدالله بهبهانی
یحیی دولت‌آبادی، در کتاب «حیات یحیی» در توصیف زندگانی سید عبدالله بهبهانی می‌نویسد:

خانه سید عبدالله بهبهانی، مانند خانه وزراء و محل رفت‌وآمد ارباب حاجت است و بالجمله وضع آقا سید عبدالله را در خرج فوق‌العاده و بی‌بند و باری زندگی، جز به کارهای بی‌بند و بار میرزا علی اصغرخان امین‌السلطان، به چیز دیگر نمی‌توانم تشبیه کنم. چند کالسکه و درشکه نگاه داشته، چهل اسب در سر طویله‌اش بسته می‌شود. پسران متعددش هر یک زندگانی وسیع و اسباب تجمل بسیار و خرج فراوان دارند. معلوم است این اداره وسیع لااقل در ماه چند هزار تومان خرج دارد و از کجا می‌رسد در صورتی که عایدی معینی ندارد و تمام را باید از این‌جا و آن‌جا به‌دست‌آورد.
البته این رفتار از کسی که دعوی حجت‌الاسلامی می‌نماید و خود را مرد خدا و اهل آخرت می‌داند، پسندیده نیست و موجب تکدّر خاطر عام و خاص است. اما سیّد هیچ اعتنا به نظریات خلق دربارهٔ خود ندارد و زندگانی بی‌بند و بار و پا در هوای خود را برای خود، پایدار تصور می‌نماید.
سیّد به هر وسیله هست، از هر کس و هر جا، دخل‌های عمده نمود. هر کجا احتمال بدهد می‌توان استفاده‌ای کرد، با تمام قوا رشته کار را محکم نگاه می‌دارد تا دخل خود را بکند و رها نماید. از شرعیات و عرفیات هر دو فایده می‌برد. عدلیه اعظم را یک دکه اجرایی برای احکام خود تصور می‌نماید و توقع دارد ناسخ و منسوخ احکام او، هر دو را اجرا کنند تا از هر دو راه استفاده کرده باشد. اینست که همه، چه مستبد و چه مشروطه‌خواه، از او رنجش حاصل نموده‌اند…

## ترور
بهبهانی، در شب یکشنبه ۲۴ تیر ۱۲۸۹ (۸ رجب ۱۳۲۸ قمری) در منزل خود در تهران به دست سه نفر مسلح ترور شد. کسروی قاتل او را از دسته حیدرخان عمواوغلی می‌داند که «به دستور حسن تقی‌زاده» این کار را کرد. همو در یادداشتی در پانویس می‌نویسد: چنان‌که سپس دانسته شد یکی از ایشان، رجب نام سَرابی بود که از قفقاز آمده و در تبریز در شمار مجاهدان قفقازی در جنگ‌ها دست داشت و سپس به تهران آمده به عمو آغلی پیوست و به دستور او به آن کار برخاست و پس از کشته شدن بهبهانی در تهران نایستاده دوباره به تبریز بازگشت و در آنجا بود تا در جنگ محرم ۱۳۳۰ با روسیان تیری به دهانش خورده کشته گردید. می‌گویند: شادروان بهبهانی را نیز از دهانش زده بود.
در این رابطه هیچ گروهی مسئولیت این سوءقصد را به عهده نگرفت ولی از طرف اعتدالیون این سوءقصد به دموکرات‌ها و گروه حیدرخان عمواوغلی و علی‌محمد تربیت نسبت داده شد. اعتدالیون برای تلافی، در صدد انتقام‌جویی برآمدند. در نتیجه چند مورد سوءقصد به سرکردگان حزب دمکرات انجام شد. در این میان حیدرخان عمواوغلی توانست جان سالم به‌در ببرد. در لیست متهمین به ترور بهبهانی، اسم علی‌محمد خان تربیت نیز وجود داشت. وی در غروب ۲۴ رجب (۹ امرداد ۱۲۸۹) دو هفته پس از ترور بهبهانی، هنگامی که به همراه سید عبدالرزّاق‌خان، یکی دیگر از مجاهدین، از خیابان سعدی فعلی به میدان مخبرالدوله نزدیک می‌شد، به وسیله چند نفر به سرکردگی حسین بیگ نوروزاف ترور شد و به قتل رسید.
بهبهانی پس از تشییع در تهران و نجف، در مقبره ای خانوادگی در حرم علی بن ابی‌طالب در نجف دفن شد.